# Reflexion
Reflexion er et gothic metal-band fra Finland.
Bandet blev dannet i 1996, og spillede i en lang periode uden nogen forsanger. I 1997 kom Juha Kylmänen fra For My Pain... med i bandet. Før 2000 kaldte bandet sig BarbarianZ, men skiftede da navn til Reflexion. Deres første demobånd, Blackness and Moonlight, blev udgivet i 1997. Deres debutalbum, Out of the Dark blev indspillet i Soundtrack Studios.

## Medlemmer
- Juha Kylmänen – Vokal
- Ilkka Jolma – Guitar
- Raymond Pohjola – Trommer
- Juhani Heikka – Guitar
- Mikko Uusimaa – Bas

## Diskografi
- BarbarianZ – Blackness and Moonlight (1997)
- BarbarianZ – Run Like a Tiger (1998)
- BarbarianZ – Lost (1998)
- BarbarianZ – Spirit of Eclipse (1999)
- BarbarianZ – More Than Touch (1998-1999)
- 5th (2000)
- Destiny's Star (2001)
- Journey to Tragedy (2003)
- Smashed to Pieces (2004)
- Undying Dreams (2005)
- Storm (2006)
- Out of the Dark (2006)